# Vi thể hành tinh

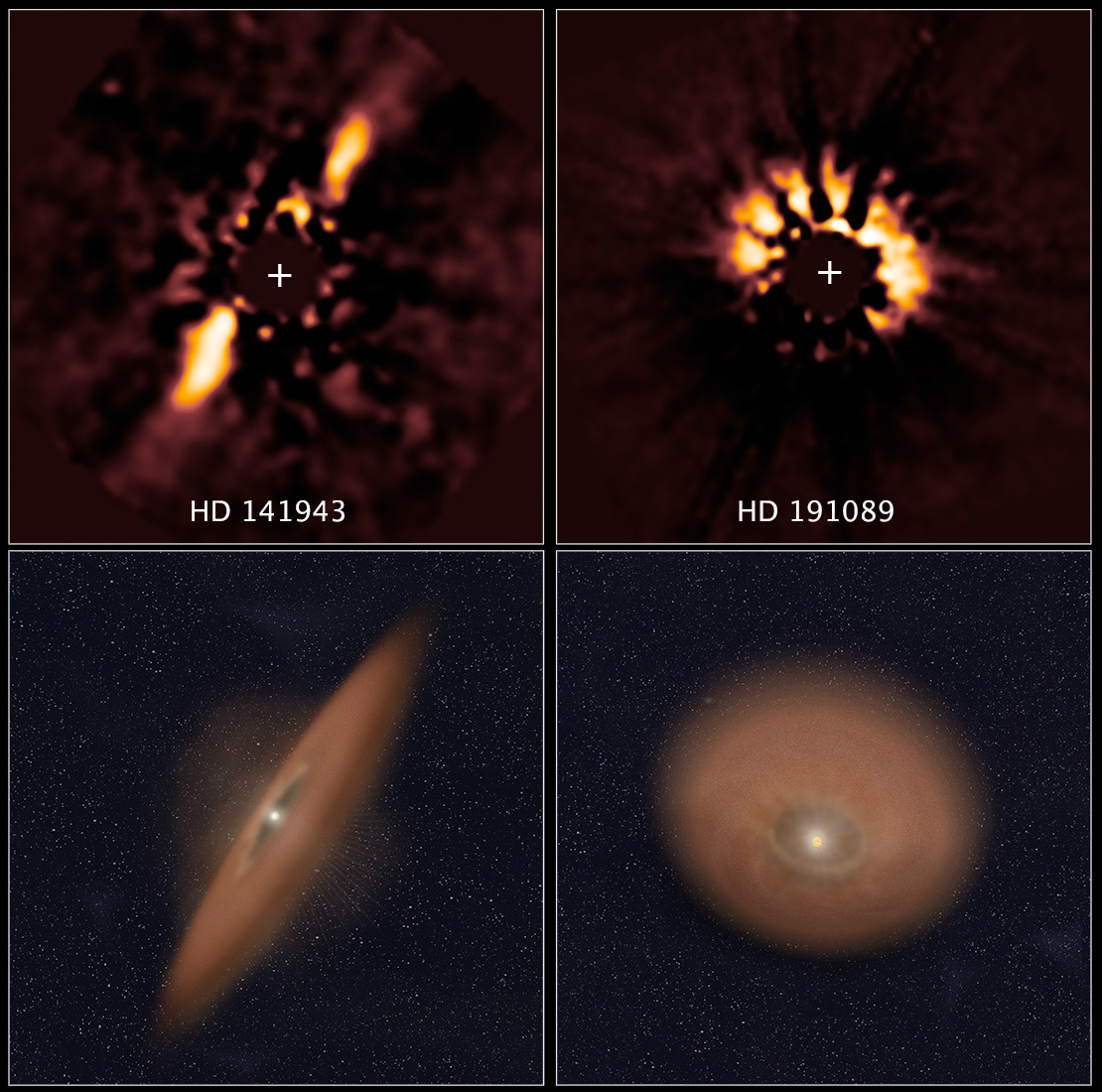
Các đĩa vẫn tinh do ảnh từ Kính viễn vọng Không gian Hubble về các ngôi sao trẻ HD 141943 và HD 191089, ngày 24 tháng 4 năm 2014).

Lý thuyết về sự hình thành hành tinh được công nhận ngày nay dựa trên ý tưởng về vi thể hành tinh. Lý thuyết khẳng định rằng các hành tinh sinh ra từ các hạt bụi vũ trụ va đập và gắn kết với nhau (do tương tác điện từ) thành những vật thể ngày càng lớn hơn. Khi các vật đạt kích thước khoảng 1 km, chúng có thể hút nhau trực tiếp thông qua lực hấp dẫn, gia tăng không ngừng để trở thành các tiền hành tinh. Các vật thể trong giai đoạn hình thành này được gọi là vi thể hành tinh. Phần nhiều các vi thể hành tinh vỡ tan ra thành các mảnh nhỏ như các trường hợp quan sát thấy với 4 Vesta và 90 Antiope,, nhưng một số ít có thể lớn lên thành tiền hành tinh rồi hành tinh.
Các nhà thiên văn cho rằng trong Lịch sử Hệ Mặt Trời, đã từng có rất nhiều vi thể hành tinh được tạo thành có mật độ dày đặc. Nhưng khoảng 3,8 tỉ năm trước đây, phần lớn đã dạt ra phía ngoài, ra tới đám mây Oort hoặc bị các hành tinh khí khổng lồ như Sao Mộc hấp thụ, trong một thời kì gọi là Bắn phá mạnh cuối, và điều này đã chấm dứt sự hình thành những hành tinh mới trong Hệ Mặt Trời.
Về mặt từ tiếng Anh planetesimal ghép từ 2 từ planet (hành tinh) và từ infinitesimal (đại lượng vô cùng bé hay vi phân, trong toán học). Một số nhà khoa học đôi khi dùng từ vi thể hành tinh để chỉ chung các vật thể nhỏ trong Hệ Mặt Trời, bao gồm cả tiểu hành tinh và sao chổi.